# Andrzej Słodkowski
Andrzej Karol Słodkowski (ur. 6 października 1959 w Katowicach) – polski reżyser filmów dokumentalnych, fotografik, działacz kultury.
Jest absolwentem Podyplomowego Studium Fotograficznego, a następnie Wydziału Prawa i Administracji Uniwersytetu Śląskiego. Jest absolwentem Sheridan College Ontario. Pomysłodawca i organizator wielu cyklicznych programów telewizyjnych, takich jak Klub Globtrotera, Pod Różą, a później także Łowcy przygód oraz wypraw rowerowych; „Trzy Przylądki” „Paryż-Dakar”, „Szlakiem miast olimpijskich”, „W 80 dni Dookoła Świata”. Twórca seriali dla Discovery Channel między innymi: „Solidarność, Początek rewolucji”, „Kulisy Euro 2012”, „Elita Bodyguardów”, kanadyjski „Golf The World” pokazujący najważniejsze pola golfowe świata. Jego filmy realizowane w 98 krajach, emitowane były przez wiele prestiżowych sieci telewizyjnych. Autor kilkunastu albumów fotograficznych, reklam telewizyjnych oraz filmów promocyjnych. W latach 1986–2000 tworzył i mieszkał w Ameryce Północnej. Po powrocie do Polski kupił od Agencji Własności Rolnej Skarbu Państwa zrujnowany, osiemnastowieczny kompleks pałacowo – parkowy w Długiem. Po przeprowadzeniu prac remontowych wraz z małżonką Elżbietą Ciszewską-Słodkowską organizuje cykliczne warsztaty filmowe. W ramach Fundacji Łączenie Światów prowadzi eksperymenty artystyczne, bazujące na potencjale twórczym różnych przestrzeni kulturowych. Członek Rady Programowej Narodowego Centrum Kultury. W latach 2005–2007 pełnił obowiązki dyrektora Wytwórni Filmów Fabularnych we Wrocławiu. W 2014 r. został honorowym Ambasadorem Ziemi Lubuskiej.

## Filmografia[3]
- 1986: Relaks pod Fujijamą, zdjęcia, scenariusz i reżyseria
- 1987: Samaryjska Ballada, zdjęcia, scenariusz
- 1987: Nieznana Ameryka, scenariusz i reżyseria
- 1988: Polska – dumne dziedzictwo, reżyseria
- 1989: Zjednoczone Niemcy, reżyseria
- 1990: Skarby Rosji, reżyseria
- 1991: Bałtyckie Republiki, reżyseria
- 1992: Węgierska harmonia, reżyseria
- 1993: Złote królestwo Tajlandii, scenariusz i reżyseria
- 1994: Antyczny Egipt, reżyseria
- 1995: Perły Morza Śródziemnego, scenariusz i reżyseria
- 1996: Odkrywamy Polskę, scenariusz i reżyseria
- 1997: Świat Golfa, serial, reżyseria
- 1998: Pod różą, serial, reżyseria
- 2005: Solidarność początek rewolucji, scenariusz i reżyseria
- 2008: Ojczyzna albo śmierć, reżyseria
- 2008: Cuba libre, scenariusz, reżyseria
- 2010: Wspólny dom, scenariusz, reżyseria
- 2010: My czterej pancerni, scenariusz, reżyseria
- 2012: Kulisy Euro 2012, serial, scenariusz, reżyseria
- 2014: Piszemy własną historię, scenariusz, reżyseria
- 2015 : Elita bodyguardów, scenariusz i reżyseria